# TW1 (Austria)
TW1 è stata una rete televisiva digitale austriaca.
Era di proprietà del gruppo ORF da ottobre 2005. TW1 è stato lanciato nel dicembre 1997 sul satellite Astra al 19.2° east sul pacchetto ORF Digital non criptato, e su televisione via cavo nell'Europa in lingua tedesca.
TW1 trasmetteva programmi di notizie, politica, cultura, piacere, viaggi e meteo. Dal 2000 TW1 ha iniziato le trasmissioni anche di un programma sportivo. Tuttavia, con il lancio di ORF Sport Plus a maggio 2006, molti programmi sportivi sono stati sposati sul nuovo canale.
Il 26 ottobre 2011 il canale è stato rimpiazzato da ORF III.